# わだつみ
わだつみとは、小松左京の小説『物体O』および『日本沈没』に登場する架空の潜水艇の名称である。

## 『物体O』に登場したわだつみ
突如出現した巨大なリング状の物体によって遮断された日本列島の内外連絡用に建造された、物体の底部まで潜れる深海潜航艇。

## 『日本沈没』に登場したわだつみ

### 原作
（ページの指示はカッパノベルス版による）
海底開発株式会社が保有する深海潜水艇の名称。冒頭で1号が運用中、同2号は竣工間近だった。
調査海域までは海上保安庁の巡視船などで輸送される。支援母船は海洋開発株式会社所属の「巽丸」。アルキメデス号（実在。アルシメード を参照）と（基本的に）同じ設計で、10,000mを越える深度にも潜っているが、2,000mを越えると不調の発生があるため、その調査が済むまであまり深海に潜るな、と言われているが、8,000mを越えて潜っている。
理論的には（及び衝撃波水槽での試験結果によれば）100,000mまで潜ることができる。鋼球をバラストとしガソリンをフロートとしているという、バチスカーフの特徴的な描写があり、上巻 pp. 42～43にバチスカーフ型の解説が、pp. 62～63 見開き上半分にイラスト（日暮修一による）がある。
定員3名でパイロット1名のみによる潜行も可能。水中照明弾（架空）、ビデオカメラとVTR、ソナー、VLF（超長波）水中無電連絡設備などを備える。水温、密度、塩分濃度をはかる艇外計器があり、つり下げ可能である。
海底開発を業とする民間企業が保有する潜水艇のため、学術目的以外にも多くの調査などに運用されており、田所博士を特別扱いするわけにもいかず、しかし秘密裏に調査するために日本以外の潜水艇のチャーターはできない、など当初は対応に苦慮する。

### 1973年漫画版
乗員は3名（乗組員2名＋学者などの同乗者1名）で、深海用の照明弾発射装置や記録用のVTR録画装置、採泥器、塩分濃度分析装置などを装備する。最大潜行深度は10,000mで、理論上では100,000mまで潜ることができるが、重量バランスを気にしている所有企業のせいで2,000mまでの運用に制限されており、また運用時間の短さと1隻しかないという運用上の制約から、運用時間の長いフランス製の潜水艇「ケルマデック」も運用されている（こちらの理論上限界深度は60,000m）。
漫画版における「わだつみ」と「ケルマデック」両艇のスタイルは、いずれもバチスカーフに類似する。

### 1973年映画版と1974年テレビドラマ版
設定は原作と同じだが、母船は民間の起重機船「へらくれす」になっている。映画版では「ケルマデック」は母船の甲板上でシートをかけられ船名のみが見えるシーンがあるのみで、活動中の映像はなく形状もわからない。「わだつみ」と同型の「わだつみ2号」「わだつみ3号」が存在するという説明があるものの、これらも映像には登場しない。
テレビドラマ版は原作にないオリジナルストーリーが多く、「わだつみ」と「ケルマデック」ともに原作以上の活躍をするが、荒唐無稽なシーンも多い。例えば、航行不能になった「ケルマデック」を「わだつみ」が救出に行くが、この種の潜水艇の動力は電池のはずなのに海中で給油を行う。秋田沖から東京湾まで「ケルマデック」に乗ったまま帰ろうとする。灯台に孤立した人々を救うため、発射したロープをウィンチで巻き取って、「ケルマデック」ごと崖をよじ登るなどである。その他には、飛行艇「おおくに」によって「わだつみ」を別の海域に空輸したり、緊急脱出装置により「ケルマデック」の船体上部が左右に開いて、耐圧球のみを浮上させるなどのシーンも描かれた。
デザイン
デザインは井上泰幸が手掛けた。外見のモデルは、当時日本で最新鋭の有人潜水艇だった海上保安庁の潜水艇「しんかい」と大阪万博で三菱重工業がデザインを発表した「しんかい2000」。実際の限界潜水深度が600mであるしんかいとは異なり、原作と同じく最大潜水深度10,000mである。井上によれば、東宝が大阪万博で三菱未来館を担当していた関係から、三菱の重役から図面の提供を受けたという。

造形
ミニチュアは、1メートル強のものが2種類制作され、映画版とテレビドラマ版で同一のものを用いている。材質はFRP製。電飾、モーター回転のスクリュー、フロンガス噴射などのギミックを備えている。操演を担当した松本光司は、壊すわけにはいかないので腫れ物を触るようであったと述懐している。テレビ版の特技監督を務めた川北紘一は、ケルマディックともどもミニチュアによる撮影では水の質感が出ず、宇宙船が飛んでいるように見えてしまい苦労した旨を語っている。
その後テレビドラマ版の第16回において「ケルマデック」との共演シーンがあり、それまで撮影で使用していたテレビドラマ版の「わだつみ」のミニチュアでは「ケルマデック」とサイズが合わず映画版のミニチュアがテレビドラマ版のデザインに改造されて登場している。
その後ミニチュアは、『ゴジラvsキングギドラ』（1991年）の冒頭に登場する深海潜航艇に改造流用されている。
ケルマディックのミニチュアは、1992年の時点で東宝特殊美術課の倉庫に保管されているのが確認されていた。
このほか、本編シーン用に実物大のハリボテも用意された。ハリボテなので中は空洞だったが、自重だけで1tあり、結局「へらくれす」にも本物の起重機船が用いられている。映画版のケルマディックは、実物大のわだつみを塗り替えている。この実物大のハリボテはその後テレビドラマ版の第2回でも使用されているがデザインは映画版のままであった。

### 2006年映画版
2006年公開の映画『日本沈没』では、設定を大幅に改編した「わだつみ2000」と「わだつみ6500」が登場する。これは、原作・映画第1作等の後にしんかいの後継として新造された、海洋研究開発機構（JAMSTEC）所属の有人潜水調査艇「しんかい2000」とその後継「しんかい6500」をモデルにしており、作中でも実際の2隻の表記を変更した状態で撮影に用いられた。わだつみ6500（しんかい6500）に関しては船体の内部構造まで見える状態になっていたが、これは外皮だけを仮組して撮影したためである。整備中のシーンは横須賀の海洋研究開発機構本部で実際に撮影された。また、しんかい6500の母船は「よこすか」であるが、映画では「なつしま」が協力している。
わだつみ6500
わだつみ2000の後継として開発された深海潜水艇。基本的な性能は「しんかい6500」と同じである。小野寺の操縦により、日本海溝で乱泥流を発見。「ちきゅう」と共にD1計画の主要機材として用いられてきたが、結城の操縦によりN2爆薬を携えて潜水していた最中、海底地震により発生した乱泥流に巻き込まれて喪失する。
- 全長：9.5m
- 全幅：2.7m
- 全高：3.2m
- 重量：26.7t
- 耐圧殻：チタン合金製、直径2m
- 最大潜航深度：6,500m
- 速力：2.6ノット
- 通常潜航時間：8時間
- ライフサポート時間：129時間
- 乗員：3名（操縦士2名、研究者1名）

わだつみ2000
かつて活躍していた深海潜水艇。退役して海洋研究開発機構に展示されていたが、前述のわだつみ6500の喪失により急遽現役復帰。小野寺の操縦のもと、N2爆薬設置とその作動ならびに日本沈没の収束に大きく貢献し、最後には小野寺とともに爆発に巻き込まれその生涯を終えた。
- 最大潜航深度：2,000m
- 速力：3.0ノット
- 通常潜航時間：6時間
- 乗員：3名（操縦士2名、研究者1名）

### 2006年漫画版
ストーリーがいずれの作品とも大幅に異なる2006年の漫画版では、「わだつみ9000」の名で登場するほか、「ケルマディック」も登場する。
わだつみ9000
- 全長：9.5m
- 全幅：2.7m
- 空中重量：26.7t

海底開発株式会社の保有する深海調査艇。しんかい6500の改良型という設定で、外見もしんかい6500に類似する。最大深度はしんかい6500を凌ぐ9,000mだが、第2巻「日本海溝」では9,580mからさらに潜航するシーンがある。母船は、同社が保有する「ヌーデブランク」（「ウミウシ」の意）。
装備として、H社製感応フィードバック型次世代タイプ極環境マニピュレータを有するほか、深海底行動支援システム「レモラ」（REMOvable Research Assist、通称「コバンザメ」）を実験的に搭載しており、遠隔撮影ロボットREMORA 1「タガメ号」、遠隔照明ロボットREMORA 2/R・REMORA 2/L「ゲンゴロウ号」の3台から構成され、360度の視野で観測することが可能。
ケルマディック
- 全長：9.7m
- 全幅：2.7m
- 空中重量：12.9t
- 潜航速度：300m/分、10,000mまで40分弱で到達

第5巻から登場した10,000m級の深海潜水艇。弱電流による振動素子で推進し、居住区は回転可動式になっている。わだつみ9000と同じく、深海底行動支援システムREMORA 2に加え、改良型のREMORA 3も搭載する。母船は、海上自衛隊のLCAC-1級エア・クッション型揚陸艇を改造して用いていたが、後に地球シミュレータシステムIIを搭載する工作艦「よしの」に搭載されて運用されることになる。

### 21年テレビドラマ版
2021年放送の『日本沈没-希望のひと-』では、第1話に「わだつみ6500」の名称で登場。2006年映画版の同名艇と同様に「しんかい6500」をモデルとしている。
所属は国立海底開発機構。母船は「ホクト」とされ、パイロット1名を含む5名の乗船が可能となっている。田所博士が提唱する関東沈没説の真偽を検証すべく、田所博士、世良教授、天海らを乗せて日本海溝の海底岩盤の調査に向かう。